# Natamatao
Natamatao (auch Tell Natamatao) ist eine archäologische Fundstätte in Mali aus der Zeit der Großreiche. Der künstliche Sand-Tonhügel, ein Tell, befindet sich etwa 6 km vom Dorf Thial im Cercle Tenenkou entfernt, der wiederum im Westen des Binnendeltas liegt, das der Niger bildet.
Anfang der 1990er Jahre wurde der Hügel nach dem Fund einer Tonstatuette systematisch von Raubgräbern geplündert, wobei Hunderte von anthropomorphen und zoomorphen Figurinen aus Terrakotta, Urnen, verschiedenste Keramikgefäße, Mahlsteine, aber auch eiserne Objekte zutage traten. Die Behörden griffen erst ein, nachdem einer der Raubgräber in einem eingebrochenen Schacht erstickt war. 1993 lag der Anteil der durch systematische Plünderung zerstörten Fundstätten in Mali, von denen zu dieser Zeit 834 registriert waren, bereits bei 45 %. Nach dem Tod des besagten Plünderers kam es zu Verhaftungen, einer der Antiquitätenhändler wurde verurteilt. Zwar konnten die umgebenden Grabungsstätten nunmehr gesichert werden, doch wichen die Plünderer nach Méma, in die Seenregion, nach Farimaké und Guimbala aus.
Eines der Probleme ist die Tatsache, dass zwar 1985 und 1986 Schutzgesetze erlassen wurden, doch diese zirkulieren bestenfalls auf Französisch. Zudem ist der Handel mit Kopien erlaubt, die von den Behörden aber kaum von Originalen zu unterscheiden sind. Vielfach wurden die durch das Nationalmuseum in Bamako genehmigten Exporte von Kopien dazu benutzt, um beim Verpacken die Kopien durch Originale auszutauschen. Zudem ist der Schmuggel über die nicht zu bewachenden Grenzen mit vergleichsweise geringen Risiken verbunden. Inzwischen besteht ein Abkommen mit den USA, das bestimmte Güter vom Import in die Vereinigten Staaten ausschließt und unter Strafe stellt. Auf der anderen Seite entstanden ab 1994 Zentren in Djenné, Bandiagara und Timbuktu, deren Aufgabe in der Aufklärung über den kulturellen Wert der Artefakte liegt. Von größter Bedeutung ist die Haltung derjenigen, die in der Nähe der Fundstätten leben. So ist Toguéré Somo deshalb gut geschützt, weil dort Sékou Amadou, der Gründer des Massina-Reiches beerdigt ist. Djidiè bei Kolokami ist geschützt, weil dort Dorfgeister leben.
Vor diesem Hintergrund wurden zwischen 2001 und 2006 wissenschaftliche Untersuchungen, Grabungen und mündliche Befragungen vorgenommen. Zugleich wurden zahlreiche Objekte von der Bevölkerung der umgebenden Dörfer, die sie bis dahin als ihr Eigentum betrachtet hatten, nach und nach zurückgegeben. Darüber hinaus wurden die Fundorte entsprechend der Erinnerungen der Raubgräber kartiert. Diese Befragungen und 14 Sondagen ergaben, dass Natamatao einen Komplex doppelter Natur darstellte, denn dort war eine dörfliche Siedlung im Süden und Westen neben einem religiösen Monument entstanden. Dieses nahm den Osten und Norden des Komplexes ein.
Die religiöse Natur dieses Bereiches erwiesen Pferdeskelette, die mit rotem Ocker bestreut waren, dazu Hunderte von Statuetten, davon neun in einer Reihe. Die Größenordnung deutet darauf hin, dass der Ort einen weiten Einzugsbereich gehabt haben muss.